# Porto Stephens
Il Porto Stephens (in inglese: Port Stephens) è un grande porto naturale che si apre lungo le coste del Nuovo Galles del Sud in Australia.

## Geografia
L'insenatura, che si trova a circa 45 chilometri a nord est di Newcastle e a circa 160 chilometri a nord est di Sydney, è un estuario formato da una valle fluviale sommersa situata alla confluenza dei fiumi Myall e Karuah e del Tilligerry Creek.